# Вінстон Черчилль (1940—2010)
Вінстон Спенсер Черчилль (англ. Winston Spencer-Churchill; 10 жовтня 1940, Чекерс — 2 березня 2010, Лондон) — британський державний діяч та журналіст, депутат Палати громад Великої Британії протягом 27 років (1970—1997). Онук прем'єр-міністра Великої Британії сера Вінстона Черчилля.

## Походження та навчання
Вінстон Черчилль народився в Чекерсі, заміській резиденції прем'єр-міністрів Великої Британії, коли цю посаду обіймав його дід Вінстон Черчілль. Єдиний син Рендольфа Черчилля (1911—1968) від першого шлюбу з Памелою Дігбі (1920—1997).
Вінстон Черчилль  здобув освіту, як і батько, в Ітонському коледжі та коледжі Крайст Черч в Оксфорді.

## Кар'єра
Перш ніж стати депутатом парламенту, Вінстон Черчилль був журналістом, зокрема в 1967 році на Близькому сході під час Шестиденної війни, під час якої зустрічався з багатьма ізраїльськими політиками, у тому числі з міністром оборони Моше Даяном. Він опублікував книгу про цю війну.
У 1967 році Вінстон Черчилль зробив першу спробу потрапити від партії консерваторів до Палати громад Великої Британії по округу Манчестер-Гортон. Незважаючи на непопулярність чинного уряду лейбористів, він зазнав невдачі. І лише в1970 році він був обраний до парламенту від виборчого округу Стретфорд, поблизу Манчестера. Вінстон Черчилль засідав у Палаті громад з 1970 по 1983 роки.
У 1983 році Вінстон Черчилль був обраний до Палати громад від виборчого округу Дейвіулм (графство Великий Манчестер). В 1997 році після загальних виборів до парламенту Великої Британії виборчий округ Дейвіулм був скасований, а Черчилль позбувся депутатського крісла. Будучи депутатом, він ніколи не домагався високих урядових посад і залишався задньолавочником. Його кузен Ніколас Соумс також був членом консервативної партії.
Незважаючи на сімейні політичні традиції, Вінстон Черчилль ніколи не отримав жодної високої державної посади. Він обіймав посади заступника держсекретаря в міністерстві будівництва (1970—1972) та міністерстві закордонних справ (1972—1973), а також був членом парламентської комісії з оборони (1983—1997).
У травні 1993 року депутат Вінстон Черчилль викликав скандал своєю заявою про «нескінченний потік» іммігрантів з Індії. За це він отримав публічну догану від тодішнього міністра внутрішніх справ Майкла Говарда, якого підтримав прем'єр-міністр Джон Мейджор.
У 1995 році Вінстон Черчилль та його родина продали великий архів його діда за 12 500 фунтів стерлінгів британській державі. Придбання фінансувалося за рахунок гранту від нещодавно створеної Національної лотереї. В даний час архів лорда Вінстона Черчилля зберігається в Черчілль-коледжі в Кембриджі.
Покинувши парламент, Вінстон Черчилль став читати лекції, написав багато статей на підтримку війни в Іраку і боротьби проти ісламського тероризму. Він також редагував збірник виступів його діда, прем'єр-міністра, який отримав назву «Ніколи не здаватися».
У 2007 році Вінстон Черчилль став президентом Британської національної асоціації оборони — громадської організації, що займається підтримкою збройних сил країни. З 1995 по 2010 рік він був головою Національного благодійного фонду престарілих.

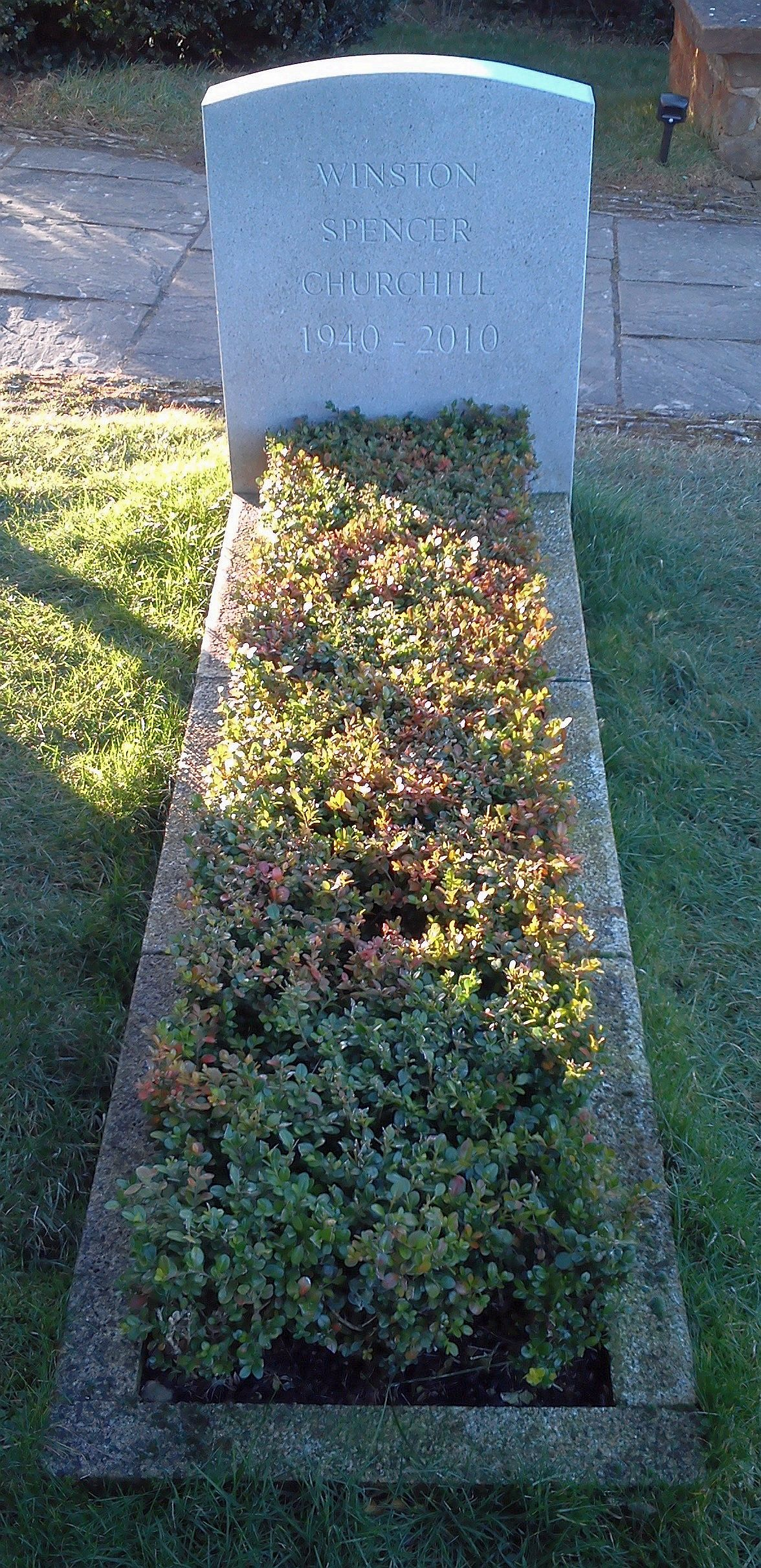
Могила Вінстона Черчилля в церкві Святого Мартіна, Бладон

Вінстон Черчилль проживав у районі Белгравія, в Лондоні, де він і помер 2 березня 2010 року від раку передміхурової залози, від якого він страждав останні два роки свого життя. 9 березня він був похований на сімейній ділянці в церкві Св. Мартіна в Бладоні, поблизу Вудстока, Оксфордшир.

## Сім'я і діти
15 липня 1964 року Вінстон Черчилль першим шлюбом одружився з Мінні Керолайн д'Ерлангер, донькою банкіра сера Джеральда Джона Реджиса д'Ерлангер (1905—1962) та онукою барона Еміля Бомону д'Ерлангер. Подружжя мали чотирьох дітей:
- Рендольф Леонард Спенсер-Черчилль (нар.. 22 січня 1965)
- Дженні Спенсер-Черчилль (нар.. 25 вересня 1966)
- Марина Спенсер-Черчилль (нар.. 11 вересня 1967)
- Джон Джерард Аверелл «Джек» Спенсер-Черчилль (нар.. 27 серпня 1975)

Подружжя розлучилося 21 лютого 1997 року через численні романи Вінстона Черчілля.
25 липня того ж 1997 року він вдруге одружився з бельгійкою Люсі Даніелсон. Другий шлюб був бездітним.

## Публікації
- First Journey, 1964
- Six Day War, 1967
- Defending the West, 1981
- Memories and Adventures, 1989
- His father's Son, 1996
- The Great Republic, editor, 1999
- Never Give In!: The Best of Winston churchill's Speeches, editor, 2003